# Glossentranskription
Die Glossentranskription oder Glossenumschrift ist eine Technik zur Verschriftlichung von Gebärden bei Gebärdensprachen wie z. B. der Deutschen Gebärdensprache. Für die Transkription werden Gebärden als sogenannte Glossen verschriftlicht. Hierbei wird die Gebärde durch ein bedeutungsähnliches Wort aus einer geschriebenen Sprache repräsentiert, bei Bedarf angereichert durch zusätzliche Notationen. Jede Glosse steht meist für eine Gebärde, aber auch Verbindungen von Gebärden und besondere grammatikalische Elemente werden dargestellt. Da Glossen im Kern eine Übersetzung in eine Metasprache nutzen, statt die Gebärden selbst zu repräsentieren, stellen sie keine Gebärdenschrift dar.
Die Glossentranskription wird seit mindestens 1988 häufig genutzt. Sie wird in zahlreichen Gebärdensprachlehrbüchern, im Studium und der Förderschule für Gehörlose eingesetzt. Durch sie können Gebärdensprachlerner beispielsweise den Satzbau und die Reihenfolge der Gebärden leichter nachvollziehen.
Die Glossentranskription bei Gebärdensprachen ähnelt formal der interlinearen Morphemglossierung, bei der Wörter aus Fremdsprachen in Glossen transkribiert werden, um die Bedeutung der Wörter und zugleich grammatische Merkmale anzugeben.

## Konventionen (Auswahl)
| GLOSSE              | Gebärden mit deren Bedeutung in Lautsprache                         |
| GLOSSE (a), (b),... | Varianten einer Gebärde                                             |
| GLOSSE-GLOSSE       | Verbindung von Wörtern der Lautsprache zu 1 Gebärde                 |
| GLOSSE+GLOSSE       | Zusammensetzung von einzelnen Gebärden eines Wortes in Lautsprache  |
| G-L-O-S-S-E         | mit Fingeralphabet buchstabiertes Wort                              |
| 1GLOSSE2            | tiefergestellte Zahlen stehen für verschiedene Orte im Gebärdenraum |
| /glosse/            | Mundbild                                                            |
| ---                 | halten der Gebärde mit einer Hand (alternierend)                    |
| ++                  | Anzeige der Mehrzahl durch Wiederholung der Gebärde                 |
| CL/KL               | Klassifikator-Gebärden                                              |
| GLOSSE              | Angabe nonmanueller Parameter wie Mimik                             |

## Beispiele für den Aufbau

### Deutsche Gebärdensprache (DGS)
Sie hat den typischen Satzbau der DGS (Zeit – Subjekt – Objekt – Prädikat – W-Frage) und ist durch die gewohnten lateinischen Buchstaben in Hochdeutsch auch nahezu dialektfrei. Die Glossentranskription für die DGS und ÖGS besteht aus einer normal großen Mittelzeile und einer kleineren Ober- und Unterzeile darüber und darunter. Für eine „Übersetzung“ in die deutsche Lautsprache wird eine vierte Zeile benötigt. Damit weicht sie von der Glossentranskription der ÖGS und DSGS ab.
Eine Glosse umfasst eine Gebärde und benennt sie somit genau. Sie wird immer komplett in Großbuchstaben geschrieben und kann um weitere Glossen/Satzteile ergänzt werden. Eine Bedeutungseingrenzung der Glosse oder Bewegung/Ausführungsstelle in der Glosse wird immer komplett klein geschrieben. Diese eine Glosse kann auch aus mehreren deutschen Wörtern bestehen. Die Glosse richtet sich immer nach der Gebärde und nicht nach dem deutschen Wort. Eine Verbindung von mehreren Wörtern wird meist mit Bindestrich vorgenommen. Beispiel:
| Oberzeile   | . .                       |
| Mittelzeile | vorne-links-GLAS          |
| Unterzeile  | -----------------glas-    |
| Deutsch     | Das Glas ist vorne links. |

In die Mittelzeile werden die Glossen in lateinischen Buchstaben geschrieben. Die Mimik sowie die Kopf- und Körperhaltung werden unterstrichen in die Oberzeile geschrieben. Mundbild oder Mundgestik werden in die Unterzeile geschrieben und darüber wird für die Dauer der Glosse ein Strich gesetzt. Die Ober- und Unterzeile werden, anders als die Mittelzeile, komplett klein geschrieben. Zudem werden in der Unterzeile Buchstaben wie „h“ oder „r“ häufig weggelassen, da sie schwer vom Mund abzulesen/abzusehen sind. Wie in der Interlinearen Morphemglossierung gibt es auch hier, meistens für die Ober- und Mittelzeile, keine einheitlichen Abkürzungen. Ein Abkürzungsverzeichnis kann deshalb benötigt werden. Beispiel:
| Oberzeile   | w w               |
| Mittelzeile | DEIN NAME WAS     |
| Unterzeile  | ---------name was |
| Deutsch     | Wie heißt du?     |

Die Schreibregeln der Glossentranskription folgen im Allgemeinen den Regeln der DGS. Klar schriftlich definiert sind sie aber nicht. Im Zweifelsfall kann es deshalb zu Variationen in der Glossierung mit gleicher Bedeutung kommen.
Beispiel Variation 1:
| Oberzeile   | . .                         |
| Mittelzeile | ICH FAHREN-fahrrad          |
| Unterzeile  | --------faen--------------- |
| Deutsch     | Ich fahre Fahrrad.          |

Beispiel Variation 2:
| Oberzeile   | . .                           |
| Mittelzeile | ICH FAHRRAD-fahren            |
| Unterzeile  | ----------faa---------------- |
| Deutsch     | Ich fahre Fahrrad.            |

### Österreichische Gebärdensprache (ÖGS)
Im Vergleich zur Glossentranskription der DGS verändert sich die Glossentranskription der ÖGS. Eine Verbindung von mehreren Wörtern kann hier mit einem Plus oder einem Bindestrich erfolgen. Mehrere Bedeutungen für eine Gebärde werden mit einem Schrägstrich getrennt. Eine Erklärung erfolgt in Klammern dahinter. Eckige Klammern hinter einer Glosse geben das Mundbild oder die Gestik an. Die Unterzeile entfällt also. Infos zur Mimik sind hochgestellt. Die Dauer der Gebärde wird mit einem Strich über der Glosse gekennzeichnet. Doppelpunkte direkt hinter einer Glosse zeigen eine Wiederholung an. „Übersetzt“ wird die Glosse auch hier in Deutsch.
| Oberzeile  | " wf                        |
| Hauptzeile | WO DEIN BÜRO WO             |
| Deutsch    | Wo befindet sich dein Büro? |

### Deutsch-Schweizerische Gebärdensprache (DSGS)
Die Glossentranskription der DSGS ist im Wesentlichen fast genauso wie die Glossentranskription der DGS aufgebaut. Ein wesentlicher Unterschied ist hier, dass es keine Ober- und Unterzeile gibt. Hier ist es wichtig zu wissen, wann eine zusätzliche Information zu den Parametern hochgestellt und tiefgestellt zu schreiben ist. Die Mimik wird z. B. hochgestellt dahinter geschrieben. Der Gebärdenort/Raumpunkt der Gebärden wird dagegen tiefgestellt dahinter geschrieben. Eine „Übersetzung“ erfolgt grundsätzlich in Deutsch. Beispiel:
| DSGS           | DArechts BLUME         |
| (Hoch-)Deutsch | Rechts ist eine Blume. |

### Französische Gebärdensprache (LSF)
Die Glossentranskription der LSF ist mit anderen Glossentranskriptionen anderer Gebärdensprachen nicht vergleichbar. „Übersetzt“ wird in Französisch.
| LSF         | [AVOIR] [AMI] [PNT] [PETITE] [AGE] [DIX] [AN] |
| Französisch | j'ai ami age dix ans                          |

### Britische Gebärdensprache (BSL)
Die Glossentranskription der BSL ähnelt der Glossentranskription der ÖGS sehr. Die „Übersetzung“ findet natürlich in Englisch statt.
| Oberzeile   | .                  |
| Mittelzeile | index2 LOVE index3 |
| Englisch    | You love her.      |

### Eurosigns
Für Eurosigns ist bisher keine Glossentranskription bekannt.

### Amerikanische Gebärdensprache (ASL)
Für ASL gibt es auch eine Glossentranskription (Gloss, ASL Glossing). Sie ist der österreichischen Glossentranskription sehr ähnlich. Demzufolge hat sie keine Unterzeile. Zusätzlich gibt es hier keine Angaben zum Mundbild, da es meistens auf natürliche Weise nicht vorkommt. Es gibt einige wenige Abkürzungen. „Übersetzt“ wird grundsätzlich in Englisch. Sie hat nicht so große Verbreitung in Amerika, da es zahlreiche andere Gebärdenschriften für ASL gibt. Sie wird meistens in der Linguistik verwendet. Beispiel:
| Oberzeile   | shake-head    |
| Mittelzeile | I DONT-WANT   |
| Englisch    | I don’t want. |

### Internationale Gebärdensprache (IS)
Für die Internationale Gebärdensprache (IS) ist bisher keine Glossentranskription bekannt.

## Kritik
Perfekt ist diese Art der Gebärdenschrift natürlich nicht. Je nach Qualität der Transkription, ist sie mehr oder weniger gut für den Gebärdensprachlerner. Das Mundbild ist häufig nicht klar ersichtlich. Man sieht auch nicht genau welche Gebärde konkret verwendet wurde, sodass unter Umständen mehrere Gebärden möglich sind. Häufig wird auch aus Gründen der Einfachheit nur die Mittelzeile glossiert. Einführende Kurse für Interessierte außerhalb von Studium und Gehörlosencommunity sind oft schwer zu finden. Die einzelnen Parameter (Handform, Handstellung, Ausführungsstelle und Bewegung) sind teilweise nicht klar erkennbar. Sie erfreut sich aber großer Verbreitung. Zu dem ist vor allem die Mittelzeile recht einfach mit einer QWERTZ-Tastatur schreibbar.

## Mögliche Koexistenz von SignWriting, HamNoSys und Glossentranskription in der Zukunft
SignWriting, HamNoSys und Glossentranskription sind Versuche die DGS zu verschriftlichen.
SignWriting beschäftigt sich mit der korrekten Abbildung der vollständigen Gebärde ohne lateinische Buchstaben. Eine Übersetzung in die deutsche Lautsprache gelingt hier häufig nur geübten Gebärdensprachnutzern.
HamNoSys wurde an der Universität Hamburg für die linguistische Arbeit mit den Gebärdensprachen dieser Welt entwickelt. Das System befasst sich ebenso mit der Abbildung von Gebärden. Es nutzt dazu auch, wie SignWriting, festgelegte Symbole statt Buchstaben. Es ist aber eher für den Personenkreis der Linguisten gedacht. HamNoSys ist zu dem auch nicht so kompakt wie SignWriting, sondern wird eher hintereinander aufgereiht.
Die Glossentranskription hingegen legt Wert auf eine Verschriftlichung der Gebärde in lateinischen Buchstaben. Dadurch ist eine Übersetzung in die deutsche Lautsprache auch für Gebärdensprachungeübte leichter möglich.
Es bleibt abzuwarten, ob sich die Glossentranskription bei höreingeschränkten Menschen sowie bei der allgemeinen Kommunikation mit der Gehörlosencommunity und SignWriting bei der Kommunikation mit gehörlosen Menschen durchsetzt. Die Rolle von HamNoSys oder einer Mischform aus SignWriting und HamNoSys bleibt abzuwarten. Was für ein Schriftsystem von Gebärdensprachdolmetschern bevorzugt wird, bleibt ebenfalls abzuwarten.